# David Pate
David Pate (ur. 16 kwietnia 1962 w Los Angeles) – amerykański tenisista, zwycięzca Australian Open 1991 w grze podwójnej, reprezentant kraju w Pucharze Davisa, lider rankingu ATP deblistów.

## Kariera tenisowa
Zawodowym tenisistą był w latach 1983–1996.
W grze pojedynczej uczestniczył w 6 finałach turniejów rangi ATP World Tour, z których 2 wygrał.
W grze podwójnej spośród 36 rozegranych finałów 18 zakończył zwycięstwem. Pate został triumfatorem Australian Open 1991 startując ze Scottem Davisem. Również z Davisem został finalistą US Open 1991.
Pate zagrał w jednym meczu o Puchar Davisa w grze podwójnej, w sezonie 1991 w półfinale grupy światowej z Niemcami. Para Davis–Pate przegrała swój mecz z deblem Eric Jelen–Michael Stich, jednak to Stany Zjednoczone awansowały do finału po triumfie 3:2.
W rankingu gry pojedynczej Pate najwyżej był na 18. miejscu (8 czerwca 1987), a w klasyfikacji gry podwójnej zajmował 1. pozycję (14 stycznia 1991). Na szczycie listy deblowej znajdował się przez 25 tygodni.

### Finały w turniejach ATP World Tour
| Legenda                                      |
| -------------------------------------------- |
| Wielki Szlem                                 |
| Igrzyska olimpijskie                         |
| Tennis Masters Cup / ATP Finals              |
| ATP Masters Series / ATP Tour Masters 1000   |
| ATP International Series Gold / ATP Tour 500 |
| ATP International Series / ATP Tour 250      |

#### Gra pojedyncza (2–4)
| Końcowy wynik | Nr | Data | Turniej      | Nawierzchnia    | Przeciwnik     | Wynik finału       |
| ------------- | -- | ---- | ------------ | --------------- | -------------- | ------------------ |
| Finalista     | 1. | 1984 | Honolulu     | Twarda          | Marty Davis    | 1:6, 2:6           |
| Zwycięzca     | 1. | 1984 | Tokio        | Twarda          | Terry Moor     | 6:3, 7:5           |
| Finalista     | 2. | 1985 | Indian Wells | Twarda          | Larry Stefanki | 1:6, 4:6, 6:3, 3:6 |
| Finalista     | 3. | 1987 | Chicago      | Dywanowa (hala) | Tim Mayotte    | 4:6, 2:6           |
| Finalista     | 4. | 1987 | Tokio        | Twarda          | Stefan Edberg  | 6:7, 4:6           |
| Zwycięzca     | 2. | 1987 | Los Angeles  | Twarda          | Stefan Edberg  | 6:4, 6:4           |

#### Gra podwójna (18–18)
| Końcowy wynik | Nr  | Data | Turniej                    | Nawierzchnia    | Partner             | Przeciwnicy                       | Wynik finału       |
| ------------- | --- | ---- | -------------------------- | --------------- | ------------------- | --------------------------------- | ------------------ |
| Finalista     | 1.  | 1984 | Forest Hills               | Ceglana         | Ernie Fernández     | David Dowlen Nduka Odizor         | 6:7, 5:7           |
| Finalista     | 2.  | 1985 | Fort Myers                 | Twarda          | Sammy Giammalva Jr. | Ken Flach Robert Seguso           | 6:3, 3:6, 3:6      |
| Zwycięzca     | 1.  | 1985 | Stratton Mountain          | Twarda          | Scott Davis         | Ken Flach Robert Seguso           | 3:6, 7:6, 7:6      |
| Zwycięzca     | 2.  | 1985 | Tokio                      | Twarda          | Scott Davis         | Sammy Giammalva Jr. Greg Holmes   | 7:6, 6:7, 6:3      |
| Finalista     | 3.  | 1985 | Tokio                      | Dywanowa (hala) | Scott Davis         | Ken Flach Robert Seguso           | 6:4, 3:6, 6:7(7)   |
| Zwycięzca     | 3.  | 1986 | Filadelfia                 | Dywanowa (hala) | Scott Davis         | Stefan Edberg Anders Järryd       | 7:6, 3:6, 6:3, 7:5 |
| Finalista     | 4.  | 1986 | Scottsdale                 | Twarda          | Scott Davis         | Leonardo Lavalle Mike Leach       | 6:7, 4:6           |
| Finalista     | 5.  | 1987 | Lyon                       | Dywanowa (hala) | Kelly Jones         | Guy Forget Yannick Noah           | 6:4, 3:6, 4:6      |
| Zwycięzca     | 4.  | 1987 | Los Angeles                | Twarda          | Kevin Curren        | Brad Gilbert Tim Wilkison         | 6:3, 6:4           |
| Finalista     | 6.  | 1987 | Paryż                      | Twarda (hala)   | Scott Davis         | Jakob Hlasek Claudio Mezzadri     | 6:7, 2:6           |
| Finalista     | 7.  | 1987 | Frankfurt                  | Dywanowa (hala) | Scott Davis         | Boris Becker Patrik Kühnen        | 4:6, 2:6           |
| Zwycięzca     | 5.  | 1987 | Johannesburg               | Twarda (hala)   | Kevin Curren        | Eric Korita Brad Pearce           | 6:4, 6:4           |
| Zwycięzca     | 6.  | 1988 | Memphis                    | Twarda (hala)   | Kevin Curren        | Peter Lundgren Mikael Pernfors    | 6:2, 6:2           |
| Finalista     | 8.  | 1988 | Tokio                      | Twarda          | Steve Denton        | John Fitzgerald Johan Kriek       | 4:6, 7:6, 4:6      |
| Zwycięzca     | 7.  | 1988 | Johannesburg               | Twarda (hala)   | Kevin Curren        | Gary Muller Tim Wilkison          | 7:6, 6:4           |
| Finalista     | 9.  | 1989 | Indian Wells               | Twarda          | Kevin Curren        | Boris Becker Jakob Hlasek         | 6:7, 5:7           |
| Finalista     | 10. | 1989 | Tokio                      | Twarda          | Kevin Curren        | Ken Flach Robert Seguso           | 6:7, 6:7           |
| Zwycięzca     | 8.  | 1989 | Sydney                     | Twarda (hala)   | Scott Warner        | Darren Cahill Mark Kratzmann      | 6:3, 6:7, 7:5      |
| Zwycięzca     | 9.  | 1989 | Tokio                      | Dywanowa (hala) | Kevin Curren        | Andrés Gómez Slobodan Živojinović | 4:6, 6:3, 7:6      |
| Zwycięzca     | 10. | 1990 | Orlando                    | Twarda          | Scott Davis         | Alfonso Mora Brian Page           | 6:3, 7:5           |
| Zwycięzca     | 11. | 1990 | Kiawah Island              | Ceglana         | Scott Davis         | Jim Grabb Leonardo Lavalle        | 6:2, 6:3           |
| Zwycięzca     | 12. | 1990 | Los Angeles                | Twarda          | Scott Davis         | Peter Lundgren Paul Wekesa        | 3:6, 6:1, 6:3      |
| Zwycięzca     | 13. | 1990 | Indianapolis               | Twarda          | Scott Davis         | Grant Connell Glenn Michibata     | 7:6, 7:6           |
| Finalista     | 11. | 1990 | Tokio                      | Dywanowa (hala) | Scott Davis         | Guy Forget Jakob Hlasek           | 6:7, 5:7           |
| Finalista     | 12. | 1990 | Lyon                       | Dywanowa (hala) | Jim Grabb           | Patrick Galbraith Kelly Jones     | 6:7, 4:6           |
| Zwycięzca     | 14. | 1990 | Paryż                      | Twarda (hala)   | Scott Davis         | Darren Cahill Mark Kratzmann      | 5:7, 6:3, 6:4      |
| Zwycięzca     | 15. | 1991 | Sydney                     | Twarda          | Scott Davis         | Darren Cahill Mark Kratzmann      | 3:6, 6:3, 6:2      |
| Zwycięzca     | 16. | 1991 | Australian Open, Melbourne | Twarda          | Scott Davis         | Patrick McEnroe David Wheaton     | 6:7, 7:6, 6:3, 7:5 |
| Zwycięzca     | 17. | 1991 | Chicago                    | Dywanowa (hala) | Scott Davis         | Grant Connell Glenn Michibata     | 6:4, 5:7, 7:6      |
| Finalista     | 13. | 1991 | Tampa                      | Ceglana         | Richey Reneberg     | Ken Flach Robert Seguso           | 7:6, 4:6, 1:6      |
| Zwycięzca     | 18. | 1991 | Waszyngton                 | Twarda          | Scott Davis         | Ken Flach Robert Seguso           | 6:4, 6:2           |
| Finalista     | 14. | 1991 | US Open, Nowy Jork         | Twarda          | Scott Davis         | John Fitzgerald Anders Järryd     | 3:6, 6:3, 3:6, 3:6 |
| Finalista     | 15. | 1991 | Tokio                      | Dywanowa (hala) | Scott Davis         | Jim Grabb Richey Reneberg         | 5:7, 6:2, 6:7      |
| Finalista     | 16. | 1993 | Osaka                      | Twarda          | Glenn Michibata     | Mark Keil Christo Van Rensburg    | 6:7, 3:6           |
| Finalista     | 17. | 1993 | Tokio                      | Twarda          | Glenn Michibata     | Ken Flach Rick Leach              | 6:2, 3:6, 4:6      |
| Finalista     | 18. | 1993 | Montreal                   | Twarda          | Glenn Michibata     | Jim Courier Mark Knowles          | 4:6, 6:7           |